# United States Holocaust Memorial Museum

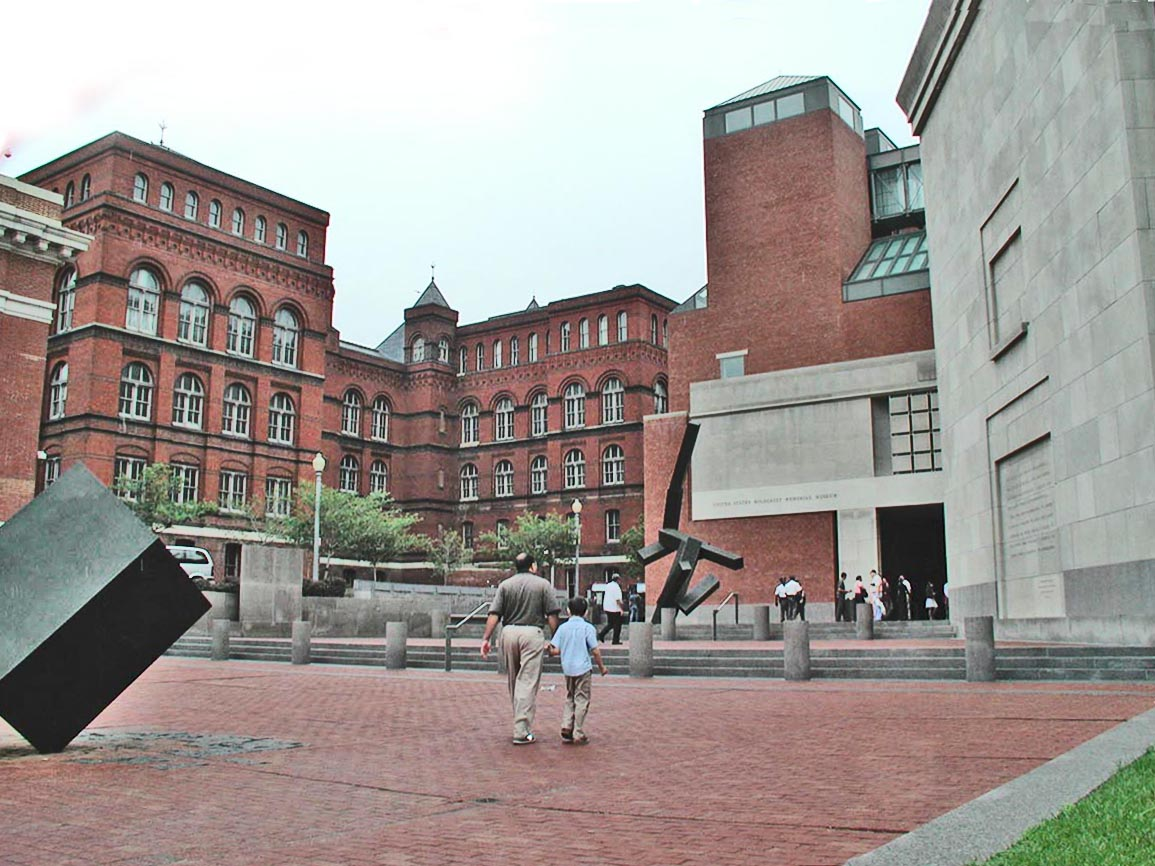
United States Holocaust Memorial Museum

Logo des Museums

Das United States Holocaust Memorial Museum (USHMM, deutsch Holocaust-Gedenkmuseum der Vereinigten Staaten) ist ein Museum in Bundeshand in Washington, D.C. Es ist eins von 22 Holocaustmuseen in den USA. Es dient als nationale Gedenkstätte für die Opfer des Holocaust, zu dessen Dokumentation und Interpretation. Seit seiner Eröffnung 1993 befindet es sich am nach Raoul Wallenberg benannten Raul-Wallenberg-Platz auf der National Mall zwischen Washington Monument und Jefferson Memorial.
Seit seiner Eröffnung wurde das USHMM von rund 49 Mio. Menschen besucht, darunter etwa 25 Prozent Schulkinder (Stand: Januar 2025). Andere Quellen sprechen von Besucherzahlen von bis zu 2 Millionen pro Jahr.

## Entstehung
Das Museum beruht auf einer von Präsident Jimmy Carter 1978 einberufenen Kommission (President’s Commission on the Holocaust, später: U.S. Holocaust Memorial Commission), deren erster Vorsitzender Elie Wiesel war. Die Vorlage wurde 1980 vom US-Kongress einstimmig, zusammen mit den Days of Remembrance, beschlossen (Public Law 96-388). Auf dieser Entschließung beruht auch die Förderung aus öffentlichen Mitteln.

### Konzeptstreit
Mit Jimmy Carters Initiative für das Museum 1978 begann ein Streit um dessen Konzept. Auslöser war sein Auftrag, eine nationale Gedenkstätte für „die sechs Millionen, die in dem Holocaust ermordet wurden“, zu entwerfen: Damit begrenzte er den Begriff auf die Judenvernichtung. Daraufhin beanspruchten Vertreter verschiedener nichtjüdischer NS-Opfergruppen einen analogen Opferstatus und Aufnahme in das Museumskonzept. Carter erweiterte die Holocaustdefinition 1979 darum auf „elf Millionen unschuldige Opfer, von denen sechs Millionen Juden waren“. Dagegen betonte Elie Wiesel, der damals der Gründungskommission vorstand, das vom NS-Staat angestrebte Ziel der Ausrottung aller Juden als analogielose Besonderheit. Er fasste es später mit dem oft zitierten Satz zusammen: „Nicht alle Opfer waren Juden, aber alle Juden waren Opfer.“ Die von Carter berufene, mehrheitlich von Vertretern jüdischer NS-Opfer besetzte Gründungskommission definierte „Holocaust“ in ihrem Museumsentwurf als „systematische, bürokratische Vernichtung von sechs Millionen Juden durch die Nazis und ihre Kollaborateure als zentralen Staatsakt während des Zweiten Weltkriegs“. Darum verlangte sie einen Vorrang für das Gedenken dieses Ereignisses, aber keinen Ausschluss anderer Opfergruppen. Die US-Regierung lehnte diesen Vorrang ab und vermied eine klare Begriffsdefinition, gebrauchte den Holocaustbegriff offiziell aber weiterhin als Synonym für die NS-Judenvernichtung.

### Umsetzung und Diskussion um die Erinnerung an andere Genozide
Bereits 1983 präsentierte George H. W. Bush der Kommission den ersten Gebäudeentwurf. Jedoch meldeten sich Interessenvertreter der Indigenen Völker und der Afroamerikaner zu Wort und beklagten die Tatsache, dass es für die an ihren Vorfahren begangenen Genozide (siehe auch Maafa) keine entsprechenden Erinnerungsstätten gab, was 1988 zur Gründung des America's Black Holocaust Museum führte und ein Meilenstein auf dem Weg zum (2003 gegründeten) American Indian Genocide Museum darstellte. Das – von unterschiedlichen Bevölkerungsgruppen – erfahrene Leid, bildete den Grundstein für Kooperationen, die unter anderem dazu führten, dass neuere Museen, wie das Tucson Jewish Museum & Holocaust Center, sich thematisch mit mehreren Genoziden befassen und diese miteinander in Verbindung bringen. Zu den ersten Museen, die diesen Ansatz umsetzen, zählt das Holocaust Museum Houston, dass sich inhaltlich u. a. auch mit dem Genozid während des Bosnienkrieges befasst und den Völkermord an den Jesiden im Irak thematisiert.
Da sich die Verhandlungen über die inhaltliche und architektonische Gestaltung und die Inhalte somit hinzogen, wurde das „United States Holocaust Memorial Museum“ erst 14 Jahre später, im April 1993, als „public-private enterprise“ eröffnet. Das Gebäude wurde vom Architekten James Freed mit 200 Mio. $ aus Privatspenden auf öffentlichem Boden errichtet. Zu diesem Zweck wurde der Kommission der historische Auditor's Building Complex 1987 von der General Services Administration übertragen.

## Ausstellungen

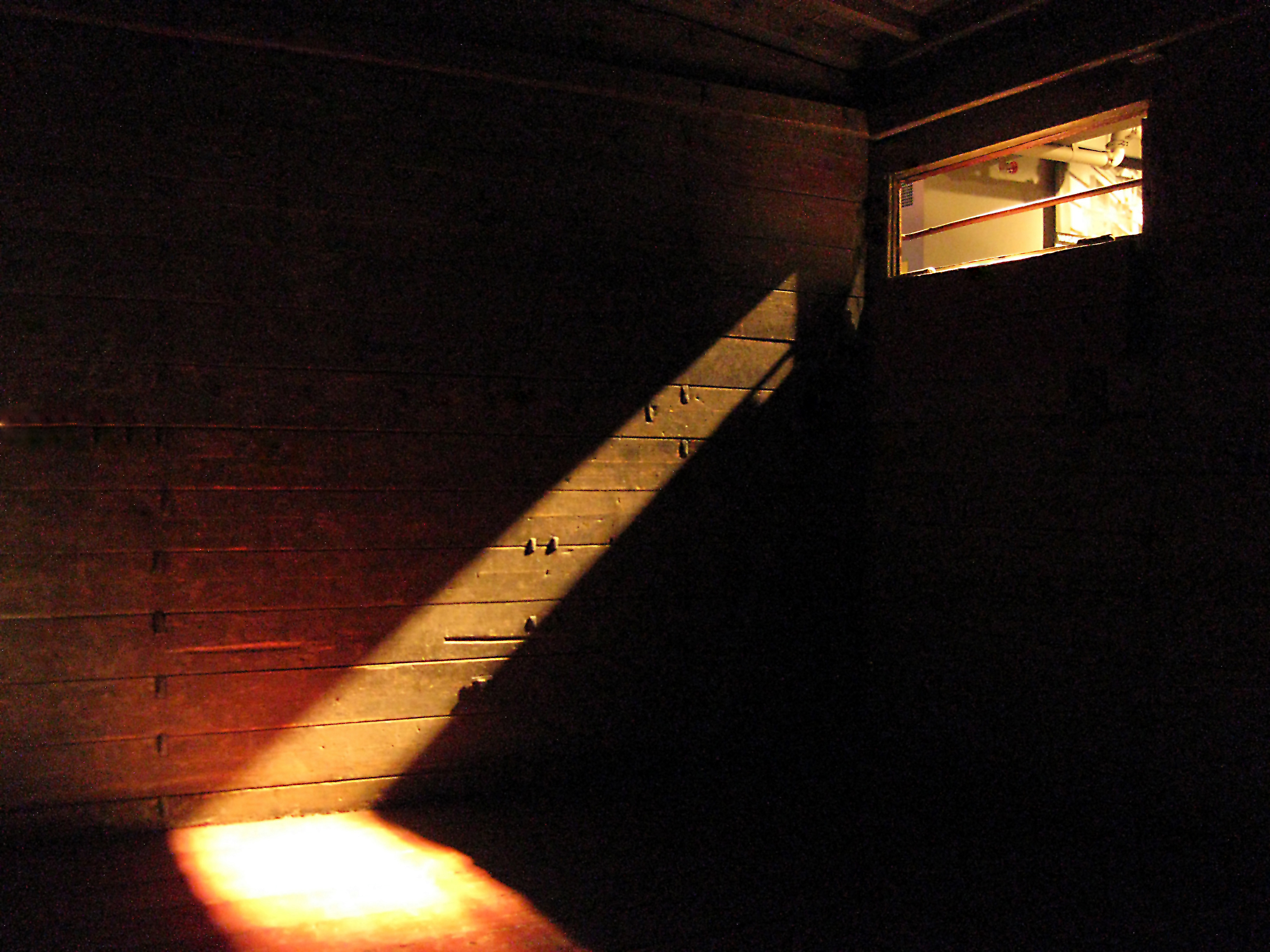
Innenansicht von einem der Züge, die zur Deportation von Juden aus Deutschland genutzt wurden

Die Ausstellungsräume beinhalten 26.000 authentische Artefakte sowie zahlreiche Ausstellungen und Veröffentlichungen mit Bezug zum Holocaust. Gebäudezentrum ist eine hexagonale Halle des früheren Gebäudes (heute „Hall of Remembrance“). Den Startpunkt des Rundgangs bilden in der „Hall of Flags“ die Fahnen verschiedener US-Divisionen, die am Sieg beteiligt waren. Das Museum sammelt und bewahrt Beweisstücke, verbreitet Lernmaterialien und produziert Radio- und Fernsehprogramme. Es finden jährliche Gedenkfeiern statt.
Das Deutsche Hygiene-Museum in Dresden zeigte eine Ausstellung des Holocaust Memorial Museums: Tödliche Medizin: Rassenwahn im Nationalsozialismus vom 12. Oktober 2006 bis 24. Juni 2007.

## Verwaltung
Das Museum wird von einem 55-köpfigen United States Holocaust Memorial Council geleitet, der um 10 Kongressabgeordnete und drei ex officio Vertreter jeweils des Bildungs-, Innen- und Außenministeriums ergänzt wird. Der Vorsitzende des Rates ist (Stand Juni 2022) Stuart E. Eizenstat, sein Stellvertreter ist Allan M. Holt.
Im Geschäftsjahr 2021 hatte des USHMM Einnahmen von 244 Mio. $ im Jahr (davon 59 Mio. $ staatliche Zuschüsse und 105 Mio. $ Investmenteinkommen) und erwirtschaftete einen Überschuss in Höhe von 108 Mio. $. Das Anlagevermögen (assets) beträgt 858 Mio. $, darunter 643 Mio. $ langfristige Anlagen.

## Elie Wiesel Award
Seit 2011 vergibt das United States Holocaust Memorial Museum den Elie Wiesel Award. Er wird vergeben an Personen, die sich in besonderer Weise für eine Auseinandersetzung mit dem Nationalsozialismus, die Erinnerung an den Holocaust und für die Würde eines jeden Menschen einsetzen. Auf dem Preis eingraviert ist ein Satz aus der Rede Wiesels, die er im Jahr 1986 hielt, als er den Friedensnobelpreis in Empfang nahm. Der Satz lautet: One person of integrity can make a difference.
Ausgezeichnet wurden seit 2011 folgende Preisträger:
- 2011: Elie Wiesel
- 2012: Aung San Suu Kyi, aberkannt im März 2018[13]
- 2013: Władysław Bartoszewski
- 2014: Roméo Dallaire
- 2015: Thomas Buergenthal und Benjamin Ferencz
- 2016: John Lewis
- 2017: Angela Merkel
- 2018: Alle Überlebende des Holocausts
- 2019: Syrischer Zivilschutz, Serge und Beate Klarsfeld
- 2020: Maziar Bahari
- 2021: Stuart E. Eizenstat, sowie das „Office of Special Investigations“
- 2022: die „Ritchie Boys“

## Politisch motivierte Aktionen
Am 10. Juni 2009 erschoss der 88-jährige Rechtsextremist James von Brunn beim Betreten des Gebäudes einen Wachmann, der ihm die Tür geöffnet hatte. Andere Wachleute erwiderten das Feuer und verletzten Brunn schwer. Er starb am 6. Juni 2010. Ermittlern zufolge hatte er die Schießerei im Museum monatelang als Selbstmordattentat geplant, um den Juden die Botschaft zu senden, der Holocaust sei ein Schwindel. Er habe als Märtyrer für sein Anliegen, die Holocaustleugnung, sterben wollen.
Am 21. Mai 2025 erschoss ein bis dato der Polizei Unbekannter zwei aus dem Museum Kommende. Bei der Festnahme schrie der Schütze: „Free Palastine!“.

## Schriften/ Veröffentlichungen (Auswahl)

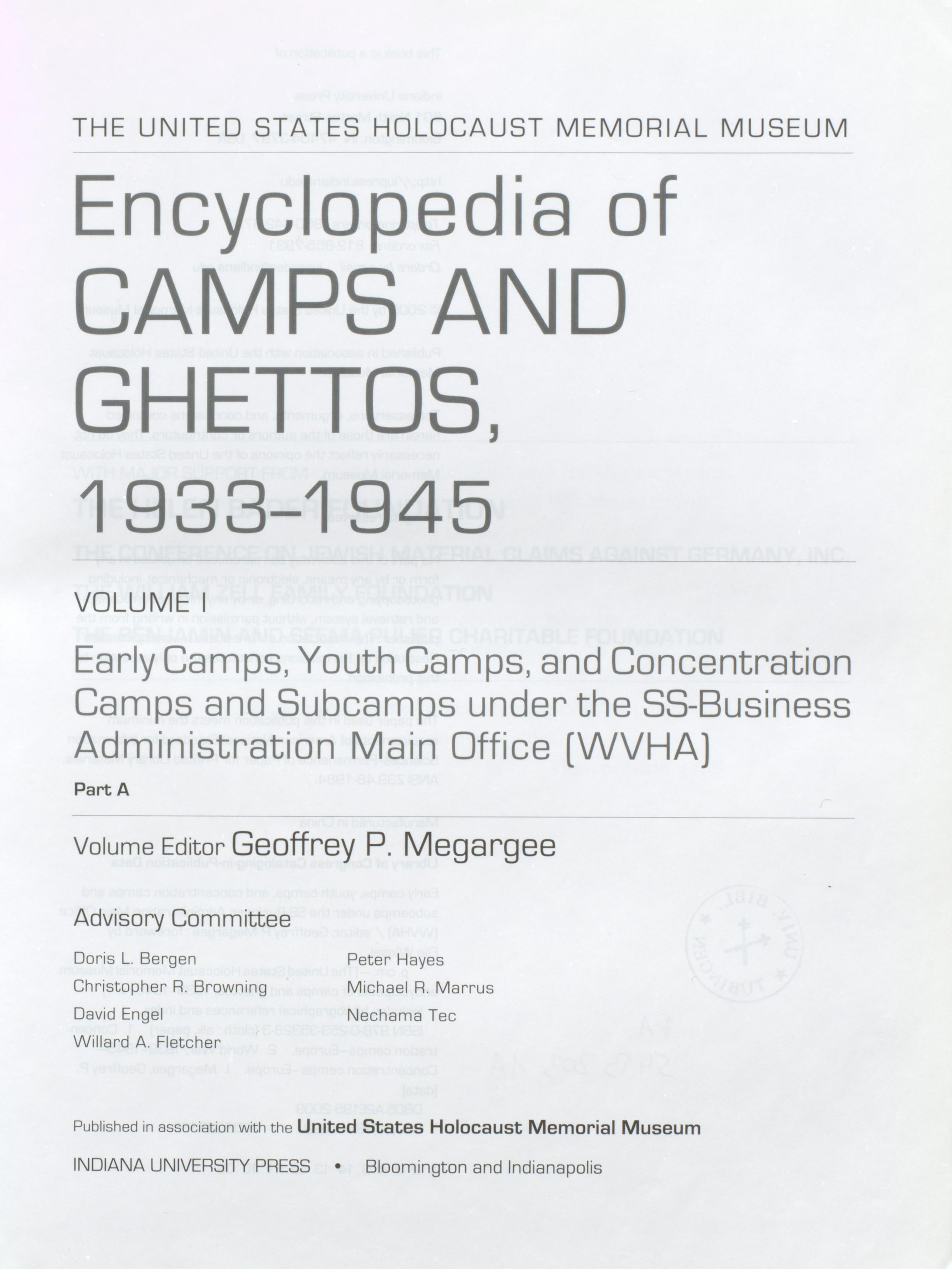
Band 1 (2009)

- (Hrsg.) Encyclopedia of Camps and Ghettos 1933–1945. (umgangssprachlich oft als Holocaust Encyclopedia bezeichnet[16]) Indiana University Press, Bloomington, die ersten vier Bände des Nachschlagewerks sind über das Project MUSE frei in mehreren Sprachen verfügbar und lassen sich digital durchsuchen[17]
- Die John Werner Friedmann Unterrichtsmaterialien, Unterrichtsmaterialien ab Klassenstufe 8, sowie Handreichung für Unterrichtende (auf Deutsch und Englisch) zum kostenfreien Download
- Überblick aller Publikationen, teilweise zum kostenfreien Download